# Паркер, Ричард (моряк)
Ричард Паркер (англ. Richard Parker; 16 апреля 1767, Эксетер — 30 июня 1797) — английский моряк, руководитель восстания 1797 года в военно-морском флоте Британии, вызванного тяжёлыми условиями службы и отразившего влияние идей Французской революции конца XVIII в.

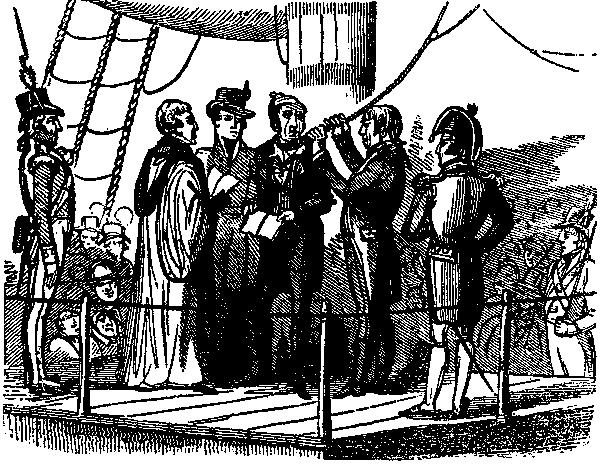
Сцена казни Паркера

Лидер, так называемой, «плавучей республики», мятежного флота в устье Темзы с 12 мая по 16 июня 1797 г.

## Биография
Сын богатого пекаря, был отдан в 1779 году учиться морскому делу. С 1782 по 1793 год служил на различных кораблях Королевского флота, в основном на Средиземном море и в Индии, получил звание лейтенанта и должность помощника капитана. В декабре 1793 года служил мичманом на борту HMS Assurance, отказался выполнить приказ капитана. Отказ Паркера выполнить приказ привёл к военному суду за неподчинение и понижению в звании. Списанный со службы, вернулся в Эксетер. Изо всех сил пытался заработать на жизнь и был заключён в тюрьму за непогашенные долги в начале 1797 года. После трёх недель в заключении внёс 20 фунтов в обмен на повторное зачисление на флот. Его отчаяние было таким, что он попытался покончить жизнь самоубийством по пути к месту посадки в Ширнессе, бросившись за борт.
По прибытии в Нор, одну из баз флота Северного моря, Паркер был назначен на корабль HMS Sandwich, который был один из худших кораблей. Именно на Sandwich 12 мая 1797 года вспыхнул мятеж в Норе; Паркер не играл никакой роли в организации мятежа, но вскоре был приглашён мятежниками присоединиться к ним и впоследствии был назначен «лидером делегатов флота» из-за его очевидного ума, образования и сочувствия страданиям моряков.
Его степень контроля над мятежом была ограничена; роль как предводителя мятежников была в значительной степени символической, в основном в надзоре за действий мятежников на лодках, которые курсировали между вовлеченными судами для целей коммуникации и поддержания морального духа. Несмотря на хаотичный характер мятежа и его плохо определенные полномочия, Паркеру удалось осуществить контроль. Так 2 июня, когда шлюп HMS Hound прибыл в Нор и был взят на абордаж группой мятежников. Команда и командир Hound яростно сопротивлялись этому, но прибытие Паркера и демонстрация его власти быстро убедили капитана подчиниться и присоединиться к мятежу. Во время блокады Темзы мятежниками только судам с пропуском, подписанным Паркером, разрешалось проходить без остановки и досмотра.
Под давлением властей, он приказал флоту 9 июня выйти в море. Однако ни один корабль не двинулся с места, когда мятеж фактически прекратился. Паркера арестовали 13 июня, ненадолго доставили в Ширнесс под усиленной охраной, затем доставили на HMS Neptune, флагманский корабль коммодора сэра Эразма Гауэра, где он предстал перед военным судом, признан виновным в измене и пиратстве и приговорён к смертной казни.

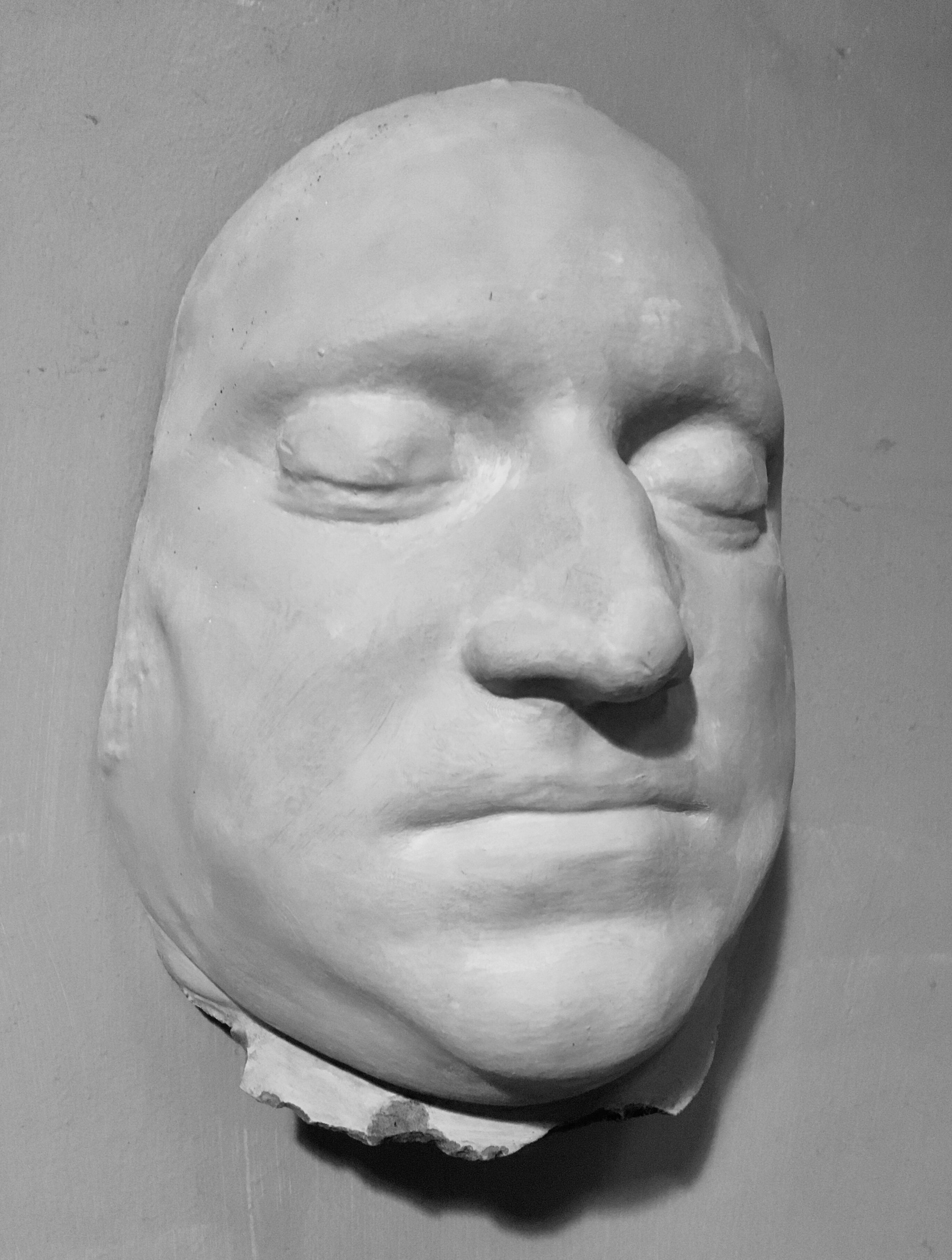
Посмертная маска Паркера

Казнён (повешен) по приговору военного суда.

## В культуре
Его история послужила сюжетом произведения «Повесть о приключениях Артура Гордона Пима» Эдгара По.